# Melin (montagna)
Melin è una montagna alta 764 metri sul mare situata sull'isola di Streymoy, la maggiore dell'arcipelago delle Isole Fær Øer, in Danimarca.
È la ventesima montagna, per altezza, dell'intero arcipelago, alla pari con Reyðafelstindur sull'isola di Eysturoy; e la quinta, sempre per altezza, dell'isola.